# Skeleton ai XXIII Giochi olimpici invernali - Singolo femminile
Nello skeleton ai XXIII Giochi olimpici invernali la gara del singolo femminile si è disputata nelle giornate del 16 e 17 febbraio nella località di Daegwallyeong sulla pista dell'Alpensia Sliding Centre.
Campionessa olimpica uscente era la britannica Elizabeth Yarnold, che aveva conquistato l'oro nella precedente edizione di Soči 2014 sopravanzando nell'ordine la statunitense Noelle Pikus-Pace e la russa Elena Nikitina.

## Sistema di qualificazione
In base a quanto previsto dal regolamento di qualificazione ai Giochi, potevano partecipare alla competizione al massimo 20 skeletoniste suddivise secondo le seguenti quote: 2 nazioni potevano schierare tre atlete, 4 nazioni potevano schierarne due e altre 2 potevano schierarne soltanto una. I rimanenti posti erano riservati eventualmente ai continenti che non avevano atleti inclusi nella graduatoria dei primi 16 contendenti di cui sopra, inoltre venne garantito un posto per un'atleta sudcoreana, in qualità di nazione ospitante i Giochi. Tenendo conto di questo sistema di selezione, la quota delle atlete schierabili da ogni comitato olimpico nazionale venne calcolata in base alla graduatoria dell'IBSF Ranking (classifica a punti comprendente le gare di Coppa del Mondo, Coppa Intercontinentale, Coppa Europa e Coppa Nordamericana, con pesi differenti) al 14 gennaio 2018. Eventuali ulteriori posti avanzati sarebbero stati assegnati scorrendo il suddetto Ranking IBSF. La scelta delle atlete vere e proprie era tuttavia a discrezione di ogni comitato nazionale, a patto che esse soddisfacessero determinati requisiti di partecipazione a gare internazionali disputatesi nella stagione pre-olimpica e sino al 14 gennaio 2018.

## Atlete qualificate
Il 22 gennaio 2018 la IBSF diramò i comunicati ufficiali in merito alle 20 atlete qualificate ai Giochi. La rappresentativa olandese, che aveva qualificato due atlete, decise di portarne soltanto una, pertanto la sua quota fu riassegnata alla Svizzera.

Differente invece era la situazione della squadra russa, che in base ai criteri di qualificazione aveva diritto a schierare due atlete, ma poiché il CIO aveva squalificato il loro comitato olimpico a causa delle vicende relative al doping di Stato venute alla luce negli ultimi anni, la partecipazione delle atlete venne garantita, sotto le insegne olimpiche, a tutte coloro che avevano rispettato una serie di rigidi criteri e che erano risultati al di sopra di qualunque sospetto doping da parte di una apposita commissione del CIO stesso; conseguentemente a ciò, in data 28 gennaio 2018, il Comitato Olimpico Russo decise non portare in gara alcuna atleta, rinunciando così alle proprie quote, le quali vennero poi state riassegnate al Giappone e alla Romania.
- Nazioni con tre atlete:  Canada e  Germania.
- Nazioni con due atlete:  Gran Bretagna e  Stati Uniti.
- Nazioni con un'atleta:  Paesi Bassi,  Austria,  Lettonia,  Corea del Sud[6],  Nigeria[7],  Australia[8],  Belgio,  Svizzera[9],  Giappone[10] e  Romania[10].

## Record del tracciato
Prima della manifestazione i record del tracciato dell'Alpensia Sliding Centre erano i seguenti:
| Partenza | 4"92  | Elena Nikitina Russia       | 17 marzo 2017 |
| Pista    | 52"75 | Jacqueline Lölling Germania | 17 marzo 2017 |

Durante la competizione è stato battuto il seguente record:
| Record | Data        | Evento   | Atleta        | Nazione       | Tempo |
| ------ | ----------- | -------- | ------------- | ------------- | ----- |
| Pista  | 16 febbraio | manche 1 | Lizzy Yarnold | Gran Bretagna | 51"66 |
| Pista  | 17 febbraio | manche 4 | Lizzy Yarnold | Gran Bretagna | 51"46 |

## Classifica di gara
| Pos. | Atleta                | Nazione       | 1ª manche | 2ª manche | 3ª manche | 4ª manche  | Totale  | Distacco |
| ---- | --------------------- | ------------- | --------- | --------- | --------- | ---------- | ------- | -------- |
|      | Lizzy Yarnold         | Gran Bretagna | 51"66     | 52"30     | 51"86     | 51"46 (TR) | 3'27"28 | —        |
|      | Jacqueline Lölling    | Germania      | 51"74     | 52"12     | 52"04     | 51"83      | 3'27"73 | +0"45    |
|      | Laura Deas            | Gran Bretagna | 52"00     | 52"03     | 51"96     | 51"91      | 3'27"90 | +0"62    |
| 4    | Janine Flock          | Austria       | 51"81     | 52"07     | 51"92     | 52"12      | 3'27"92 | +0"64    |
| 5    | Tina Hermann          | Germania      | 51"98     | 52"31     | 51"83     | 51"86      | 3'27"98 | +0"70    |
| 6    | Anna Fernstädt        | Germania      | 51"99     | 52"17     | 51"88     | 52"00      | 3'28"04 | +0"76    |
| 7    | Lelde Priedulēna      | Lettonia      | 52"14     | 52"17     | 52"09     | 52"09      | 3'28"49 | +1"21    |
| 8    | Kimberley Bos         | Paesi Bassi   | 52"33     | 52"26     | 51"99     | 52"01      | 3'28"59 | +1"31    |
| 9    | Elisabeth Vathje      | Canada        | 52"45     | 52"01     | 52"37     | 51"82      | 3'28"65 | +1"37    |
| 10   | Jane Channell         | Canada        | 52"42     | 52"28     | 52"28     | 52"09      | 3'29"07 | +1"79    |
| 11   | Marina Gilardoni      | Svizzera      | 52"34     | 52"35     | 52"28     | 52"46      | 3'29"43 | +2"15    |
| 12   | Mirela Rahneva        | Canada        | 52"48     | 52"33     | 52"06     | 52"65      | 3'29"52 | +2"24    |
| 13   | Katie Uhlaender       | Stati Uniti   | 52"33     | 52"40     | 52"33     | 52"55      | 3'29"61 | +2"33    |
| 14   | Kim Meylemans         | Belgio        | 52"56     | 52"54     | 52"34     | 52"26      | 3'29"70 | +2"42    |
| 15   | Jeong Sophia          | Corea del Sud | 52"57     | 52"67     | 52"47     | 52"28      | 3'29"89 | +2"61    |
| 16   | Jackie Narracott      | Australia     | 52"53     | 52"76     | 52"62     | 52"82      | 3'30"73 | +3"45    |
| 17   | Kendall Wesenberg     | Stati Uniti   | 52"77     | 52"96     | 52"54     | 52"65      | 3'30"92 | +3"64    |
| 18   | Maria Marinela Mazilu | Romania       | 53"31     | 53"57     | 53"58     | 53"66      | 3'33"92 | +6"64    |
| 19   | Takako Oguchi         | Giappone      | 53"82     | 53"41     | 53"62     | 53"11      | 3'33"96 | +6"68    |
| 20   | Simidele Adeagbo      | Nigeria       | 54"19     | 54"58     | 53"73     | 54"28      | 3'36"78 | +9"50    |

Data: Venerdì 16 febbraio 2018

Ora locale 1ª manche: 20:20

Ora locale 2ª manche: 22:10

Data: Sabato 17 febbraio 2018

Ora locale 3ª manche: 20:20

Ora locale 4ª manche: 22:40

Pista: Alpensia Sliding Centre 

Legenda:
- DNS = non partita (did not start)
- DNF = prova non completata (did not finish)
- DSQ = squalificata (disqualified)
- Pos. = posizione
- in grassetto: miglior tempo di manche